# Nicola Botta
Pour les articles homonymes, voir Botta.
Nicola Botta (Palerme, 9 août 1834 - Palerme, 25 mai 1886) est un homme politique et avocat italien.

## Biographie
Il a été député du royaume d'Italie durant les VIIIe, IXe, Xe, XIe, XIIe, XIIIe, XIVe et XVe législatures.